# ستانلي اندروز
ستانلي اندروز (بالإنجليزية: Stanley Andrews)‏ هو عسكري أمريكي، ولد في 18 ديسمبر 1894، وتوفي في 31 ديسمبر 1994.